# Явтуховка
Явтуховка (укр. Явтухівка) — село в Резуненковском сельском совете Коломакского района Харьковской области Украины.
Код КОАТУУ — 6323280612. Население по переписи 2001 года составляет 40 (16/24 м/ж) человек.

## Географическое положение
Село Явтуховка находится на левом берегу реки Коломак, в месте впадения в неё безымянной реки. Выше по течению примыкает село Крамаровка, ниже по течению примыкает село Калениково.
Рядом проходит автомобильная дорога E 40 (М-03).

## История
- 1790 — дата основания.